# 橙皮油素
橙皮油素是一种天然的生物活性单萜香豆素醚。它首次从柑橘属植物中分离出来。
在啮齿动物模型中，橙皮油素出現了化学预防剂对抗肝癌、皮肤癌、舌癌、食道癌和结肠癌的一些效果。